# Ilha Hofmann
A ilha Hoffman (em russo:  Остров Гофмана; Ostrov Gofmana) é uma ilha no arquipélago da Terra de Francisco José, na Rússia ártica. A ilha tem uma área de 49 km². Fica a norte da ilha La Ronciere.
A ilha tem este nome em homenagem a Freiherr Leopold von Hoffmann, membro da Sociedade Austro-Húngara do Polo Norte.